# 楚西仁波切

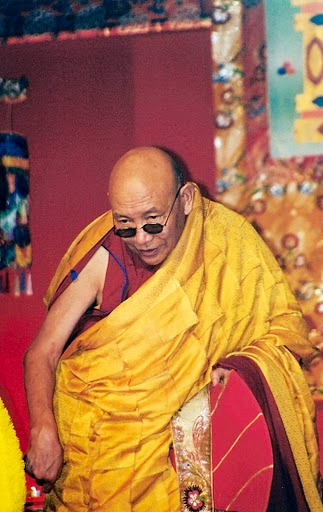
楚西仁波切

楚西仁波切·阿旺確吉羅佐（藏語：འཁྲུལ་ཞིག་རིན་པོ་ཆེ་ངག་དབང་ཆོས་ཀྱི་བློ་གྲོས་，威利转写：vkhrul zhig rin po che ngag dbang chos kyi blo gros，1924年—2011年）藏傳佛教寧瑪派法王，依據寧瑪派的歷史記錄，楚西仁波切是楚西多雅林巴的轉世。是怙主敦珠仁波切和頂果欽哲仁波切法王至親具證量的心子，為藏傳佛教重要傳承持有者。

## 生平
楚西仁波切出生於木鼠年，第九屆藏曆10號，蓮花生大士的聖誕日。
父親，丹增Chodrak ，是一名修道者；母親，嘉木旺姆，是第一世嘉旺竹巴法王藏巴巴嘉惹夜攝多吉。
楚西仁波切在四歲時，被他的根本上師金剛持紮圖仁波切迎請至多雅福寺院。
紮圖仁波切於寺院，為其舉辦了坐床典禮，紮圖仁波切成了楚西仁波切的根本上師，傳授於楚西多雅林巴的全部傳承。楚西仁波切接任紮榮普寺院住持。

## 弘法
楚西仁波切在敏珠林寺學習佛法時，於上師阿旺確達仁波切和欽哲諾布仁波切等高僧處接受比丘戒，後前往西藏首都拉薩深造佛法。楚西仁波切也是十四世達賴喇嘛和第二世頂果欽哲仁波切的寧瑪派教法上師。
1959年，楚西仁波切離開西藏後，在尼泊爾修建了土登確林寺院。將佛法教義和灌頂受於普羅信眾。
1995年12月楚西仁波切在尼泊爾的瑪拉蒂卡聖穴，為欽哲揚希仁波切(第二世頂果欽哲仁波切)舉行典禮，賜名為烏金天津吉美朗竹。
1996年12月在雪謙寺，正式為欽哲揚希仁波切舉行了座床大典。
2010年3 月，敏珠林徹千仁波切圓寂，楚西仁波切接任了第五任寧瑪派法王。
仁波切弘揚佛教正法於世界各處，涵蓋於美國、法國、瑞士、西班牙、英國、臺灣、新加坡、泰國、馬來西亞等地。楚西法王功行圓滿示現涅槃，於2011年9月2日在土登確林寺院圓寂，享年88歲。

## 外部連結
- 楚西仁波切转世在达赖喇嘛座前落发剃度